# Bitburger Holding
Die Bitburger Holding GmbH ist die Teil-Konzernobergesellschaft in der alle Nicht-Brauerei-Beteiligungen der Unternehmerfamilie Simon zusammengefasst sind. Zum Schwester-Teil-Konzern Bitburger Braugruppe gehören alle Brauerei-Beteiligungen. Die Teil-Konzerne Bitburger Holding und Bitburger Braugruppe sind unter der Konzernobergesellschaft Th. Simon GmbH & Co. KG zusammengefasst. Der Sitz der Bitburger Holding GmbH ist in Bitburg in der Eifel.

## Beteiligungen

### Gerolsteiner Brunnen
Beteiligung seit 1969 – Anteil: 51,55 % – Stand: 31. Dezember 2020

### Sterntaler GmbH
Beteiligung seit 2010 – Anteil: 80 % – Umsatz: 40,7 Mio. Euro – Mitarbeiter: 287 – Sitz: Dornburg-Dorndorf – Stand: 31. Dezember 2020

### Dürr Dental
Erst-Beteiligung 2011, seitdem ständiger Zukauf – Anteil: 34,82 % – Stand: 31. Dezember 2020

### Wera Werkzeuge
Beteiligung seit 2016 – Anteil: 100 % – Stand: 31. Dezember 2020

### Poli-Tape Holding GmbH
Beteiligung seit 2016 – Anteil: 49 % – Stand: 31. Dezember 2020 – Umsatz: 105,1 Mio. Euro (2021) – 371 Mitarbeiter (2021)

### Bitburger Ventures
Beteiligung seit 2018 – Anteil: 100 % – Stand: 31. Dezember 2020 – Beteiligungsgesellschaft für Beteiligungen an Start-ups

### HTS TentiQ
Beteiligung seit 2019 – Anteil: 49 % – Stand: 31. Dezember 2020

### Avista Oil
Beteiligung seit 2019 – Anteil: 45 % – Stand: 31. Dezember 2020